# Polyplectropus anakjari
Polyplectropus anakjari är en nattsländeart som beskrevs av Malicky 1995. Polyplectropus anakjari ingår i släktet Polyplectropus och familjen fångstnätnattsländor. Inga underarter finns listade i Catalogue of Life.